# Colin Farrell (1938)
Pour les articles homonymes, voir Farrell.
Cet article concerne un acteur britannique né en 1938. Pour l'acteur irlandais né en 1976, voir Colin Farrell.
Colin Farrell, né en 1938 à Londres, est un acteur britannique.

## Filmographie
- 1969 : Ah Dieu ! que la guerre est jolie
- 1977 : Un pont trop loin
- 1982 : Gandhi
- 1998 : Inspecteur Barnaby, Épisode 4 : Le Masque de la mort